# Fajsin
Fajsin (mađarski: Fajsz) je selo u jugoistočnoj Mađarskoj.
Zauzima površinu od 31,99 km četvornih.

## Zemljopisni položaj
Nalazi se u regiji Južni Alföld, na 46°25' sjeverne zemljopisne širine i 18°55' istočne zemljopisne dužine, nekoliko kilometara istočno od Dunava, 15 km od Baćina, 15 km od Voktova, 17 km od Kalače, 19 km od Ajoša, 32 km od Baje, a 6,5 km od Dušnoka, uz istočnu obalu Dunava.

## Upravna organizacija
Upravno pripada kalačkoj mikroregiji u Bačko-kiškunskoj županiji. Poštanski broj je 6352.

## Stanovništvo
U Fajsinu živi 1959 stanovnika (2005.). Stanovnici su Mađari.